# تحويلة كلوية طحالية قاصية
تحويلة كلوية طحالية قاصية (اختصارًا DSRS) وتُسمى أيضًا تحويلة وارين هي إجراءٌ جراحي يتضمن وصل الطرف القاصي للوريد الطحالي (جزء من الجهاز البوابي الكبدي) مع الوريد الكلوي الأيسر (جزء من الجهاز الوريدي الجهازي). يُستعمل هذا الإجراء لعلاج فرط ضغط الدم البابي ومضاعفاته (الدوالي المريئية). طورها و. ديان وارين.

## الفصل المعدي والطحالي البنكرياسي
عادةً تُعمل التحويلة الكلوية الطحالية القاصية مع فصلٍ معدي وطحالي بنكرياسي (ربط الأوردة المعدية مع الأوردة البنكرياسية التي تُصرف محتواها في الوريد البابي، ثم فصلٌ كاملٌ للوريد الطحال عن الجهاز البابي الوريدي [الإنجليزية])، حيثُ يساعد هذا الأمر على تحسين مُخرجات العملية.

## مقارنة مع التحويلة البابية الجهازية داخل الكبد بطريق الوداجي
وجد أنَّ مُعدل البقاء على قيد الحياة في التحويلة البابية الجهازية داخل الكبد بطريق الوداجي (TIPS) بالنسبة للتحويلة الكلوية الطحالية القاصية (DSRS) مُتشابهةٌ تقريبًا، ولكنها لا تزال تخضع لأبحاثٍ مُكثفةٍ.
تؤدي التحويلة البابية الجهازية داخل الكبد بطريق الوداجي (TIPS) والتحويلة الكلوية الطحالية القاصية (DSRS) إلى خفضِ معدلات نزف الدوالي وذلك على حساب حدوث اعتلالٍ دماغي كبدي، ولكن يظهر أنَّ التحويلة البابية الجهازية داخل الكبد بطريق الوداجي لديها خلل وظيفي أكثر، وقد تؤدي إلى اعتلالٍ دماغي ونزيف. يظهر أنَّ التحويلة الكلوية الطحالية القاصية (DSRS) تكلفتها على حساب الفائدة أكثر من التحويلة البابية الجهازية داخل الكبد بطريق الوداجي (TIPS).